# 別所哲也
別所 哲也（、1965年〈昭和40年〉8月31日 - ）は、日本の俳優、ラジオパーソナリティ、コメンテーター、タレント。株式会社パシフィックボイス・同ビジュアルボイス代表取締役社長。静岡県島田市出身。身長186cm。

## 人物・来歴
- 島田市立島田第四小学校、同市立島田第二中学校、静岡県立藤枝東高等学校、慶應義塾大学法学部法律学科卒業。1987年 同大学在学中、ミュージカル『ファンタスティックス』で俳優デビュー[4][2]。同年に日本テレビ系『あぶない刑事』でテレビドラマ初出演。
- 1990年 - 日米合作映画『クライシス2050』でハリウッドデビュー[4][2]。米国映画俳優組合（SAG）会員となる[4]。
- 1994年 - 8月、有限会社パシフィックボイスを設立（2002年株式会社に変更）、代表取締役に就任
- 1999年 - 日本発の国際短編映画祭『アメリカン・ショートショートフィルムフェスティバル（現・ショートショート フィルムフェスティバル & アジア）』を主宰[4][2]。2004年には、米国アカデミー賞公認映画祭に認定された。2005年の万国博覧会「愛・地球博」では、長久手会場にて「ショートショート フィルムフェスティバル EXPO2005」を開催。統括プロデューサーを務める。
- 2002年 - ソルトレークシティオリンピックのテレビ東京スタジオキャスターに選ばれる。
- 2004年 - アテネオリンピックのテレビ東京スタジオキャスターに選ばれる。フランス映画祭2004にてプレゼンターを務める。
- 2006年 - 11月、株式会社ビジュアルボイスを設立、代表取締役に就任。
- 2008年 - 横浜みなとみらいに、国内初の映画祭連動型短編専門ブティックシアター「ブリリア ショートショート シアター」を開設、東京国際映画祭「natural TIFF」部門の公式審査員（〜2010年）
- 2009年 - これまでの国際短篇映画祭「ショートショートフィルムフェスティバル＆アジア」への取り組みから、観光庁「VISIT JAPAN 大使（旧：YOKOSO! JAPAN 大使）」に任命され、文化庁から文化発信部門の長官表彰を受ける。
- 2010年 - 内閣官房知的財産戦略本部コンテンツ強化専門調査会委員に史上最年少で就任、第1回岩谷時子賞奨励賞を受賞。
- 2011年 - 第24回東京国際映画祭 アジア映画賞スペシャル・メンションに挙がった 劇画の父・辰巳ヨシヒロの半生を描いた劇画長編映画『TATSUMI』（エリック・クー監督）では、一人6役を演じわける声優として参加。
- 2012年 - 日本の中央および地方政府が行う東北地域の復興活動を支援するために創設された、カタールフレンド基金の親善大使に就任。国際社会で顕著な活動を行い、世界で『日本』の発信に貢献したとして、内閣府の、世界で活躍し『日本』を発信する日本人プロジェクトから、世界で活躍し『日本』を発信する日本人の一人に選ばれた。横浜市専門委員に史上最年少で[要出典]就任。
- 2013年 - 映画倫理委員会委員に史上最年少で[要出典]就任。
- 2014年 - NHK国際放送番組審議会委員に就任、第63回横浜文化賞を受賞。
- 2015年 - 第9回アジア・フィルム・アワードにて、審査員を務める。
- - 外務省が海外3都市で創設する日本文化の広報拠点施設「ジャパン・ハウス（仮称）」の有識者諮問会議メンバー（映画分野）に選出された[6][7]。
- - 出身地・静岡県島田市の魅力を発信する「島田市ふるさと大使」に就任。
- 2016年 - 渋谷区観光協会名誉理事長に就任。
- 第45回ベストドレッサー賞 （インターナショナル部門）受賞[8]。
- 2017年 - 株式会社フェイスの社外取締役に就任[9]（2023年取締役就任、2024年退任予定）。
- 第34回ベストジーニスト賞（協議会選出部門）受賞。
- 2018年 -「東京FC『ロケーションボックス』アンバサダー」就任。
- 2019年 - 第14回渡辺晋賞受賞、WOWOW放送番組審議会委員就任。
- 2020年 - 東京オリンピック静岡県選出聖火ランナー
- 2021年 - 東京オリンピック聖火ランナー実施　参加
- 2022年 - 「なら国際映画祭」アンバサダーに就任。
- 2023年 - 東京観光大使に就任。
- 2024年 - 立命館大学ビジネススクール客員教授、『MUUUSE：MUSIC MUSEUM～音に触れる、光を聞く。身体が反射する。～』アンバサダー就任。

## エピソード
- 丸大食品のCMに出演しており、同CMの中で呼ばれた「ハムの人」としても知られている。
- 40年間で5,000食を食べるほどのナポリタン好きで、「芸能界のナポリタン王」と呼ばれている。
- 短編映画好きとして知られ、趣味が高じて「ショートショートフィルムフェスティバル」を自ら立ち上げ、実行委員会代表を務める。現在ではアジア最大級の短編映画祭に成長した[要出典]。また、横浜みなとみらいでは、国内初の国際映画祭とも連動した短編映画専門映画館となる「ブリリア ショートショート シアター」を設立した。
- アメリカ滞在経験が長く、英語が堪能なことも有名で、現地の事情にも精通している。
- 大学時代には四大学英語劇大会という劇大会で、3年連続GrandPrize（最優秀賞）を獲得した。3年目、演出を務めた作品『One flew over the Cocoo's nest』（カッコーの巣の上で）は、今なお語り継がれる伝説的な演出で有名である[要出典]。
- 趣味はNFL観戦と明かすアメリカンフットボールファンでもあり、日本でのNFLダイジェスト紹介番組でもある「倶楽部☆T」の司会を務めていた。
- 藤枝東高校ではバレーボール部に所属していた。
- 高校の2学年下に日本代表としてFIFAワールドカップに2度出場した中山雅史がいる。
- 自身がナビゲーターを務める『J-WAVE TOKYO MORNING RADIO』において、番組中音楽がかかっているときに独特な動きで踊ることがあり、随時番組公式X(旧Twitter)アカウントに動画としてアップされている。この「別所ダンス」が2017年6月1日の『ダウンタウンDX』でも取り上げられ、俳優としての姿とのギャップが話題となった[10]。
- 愛称はてっちん、ハムの人（約9年丸大ハムのCMに出演したため）、アントニオ別所（月替りでラテン名を設定）、スイーツ男子、◯◯の哲（ナポリタンの哲、など）。
- 映画『ゴジラvsモスラ』の監督を務めた大河原孝夫は、別所についてやりすぎるタイプと評しており、別所自身も自覚しているため撮影では「いらないところは言ってください」と話したという[11][2]。別所は、特撮作品はその場ですべてを把握できるわけではないため、監督やカメラマンを信頼し、監督のイメージをできるだけ理解することが必要だと語っている[3]。
- 日本国外では、ゴジラや『ULTRAMAN』に出演者として声をかけられることが多いという[2]。
- 2023年2月、東京都の東京観光大使に任命された[12]。

## 親族
- 父親は銀行員で、母親は美容院を経営していた[13]。祖母は中学校の先生だった[13]。ハリウッド映画の公募を見つけたのは父親である[13]。父親が新聞に出てた「ハリウッド映画、日本人宇宙飛行士募集」という公募の記事を「お前、こういうのも受けたらどうだ」と勧めてくれたという[13]。
- 2009年に日系米国人で会社役員の女性と結婚。第1子（女児）誕生。

## 出演

### テレビドラマ
- あぶない刑事第43話「脱線」（1987年、日本テレビ） - 銀星会組員・滝 役
- こまったもんだthey?（1988年、TBS）
- 男について（1990年、TBS）
- 大石内蔵助 冬の決戦（1991年、NHK） - 新之助 役
- 眠れぬ夜のために（1991年、テレビ東京）
- ラブストーリーは突然に（1991年、フジテレビ）
- 世にも奇妙な物語（フジテレビ）
  - 「呪いの紙人形」（1991年） - 主演
  - 「右手の復讐」（1992年） - 主演・広中達郎 役
- 近松青春日記（1991年、NHK） - 岡本利信 役
- LOVE #19「あなたを忘れない」（1991年、フジテレビ）
- オンナって不思議（1991年、TBS）
- ユーミン・ドラマブックス「やさしさに包まれたなら」（1991年、TBS）
- 昭和16年の敗戦（1991年、フジテレビ） - 森吾郎 役
- ゴッド・ファーザー（1991年、テレビ東京）
- 日曜劇場「こころ」（1991年、毎日放送）
- …ひとりでいいの（1992年、日本テレビ） - 星野太郎 役
- おとなの選択（1992年、TBS） - 笠井光児 役
- 真夏の刑事（1992年、テレビ朝日） - 木之本太郎 役
- 木曜日の食卓（1992年、TBS） - 漆原要 役
- 季節はずれの海岸物語'92冬「恋は夢のかなたに」（1992年、フジテレビ）
- 天使の悦楽（1992年、テレビ朝日）
- 恋は翼にのって（1992年、テレビ東京）
- 土曜ドラマ（NHK）
  - 私が愛したウルトラセブン（1993年） - 坂井卓也 役
- 同窓会（1993年、日本テレビ） - 勝呂克茂 役
- 泣きたい夜もある「涙憶」（1993年、毎日放送）
- 人間の証明（1993年、フジテレビ）
- あの日に帰りたい（1993年、フジテレビ） - 高村耕作 役
- ラブストーリーは終わらない（1993年、よみうりテレビ）
- トーキョー国盗り物語（1993年、NHK）
- あなたでなければ…（1993年、朝日放送）
- If もしも（1993年、フジテレビ）
- 金曜エンタテイメント（フジテレビ）
  - 「女教師・沢木圭子」（1993年）
  - 「石原裕次郎物語」（1993年）
  - 「女教師・沢木圭子2」（1994年）
  - 「ニュースキャスター沢木麻沙子」（1998年）
  - 「ニュースキャスター沢木麻沙子2」（1999年）
  - 「ニュースキャスター沢木麻沙子3」（2000年）
  - 「ニュースキャスター沢木麻沙子4」（2001年）
  - 「ニュースキャスター沢木麻沙子5」（2002年）
- 追憶（1993年、毎日放送）
- 月曜ドラマスペシャル（TBS）
  - 「バスガイド愛子」（1993年）
  - 「バスガイド愛子2」（1994年）
- 福井さんちの遺産相続（1994年、関西テレビ） - 福井順 役
- 家族ネットワーク 遠距離家族の「愛」の物語（1994年、テレビ朝日）
- 火曜サスペンス劇場（日本テレビ）
  - 「孤独の歌声」（1994年）
  - 「六月の花嫁1 造花」（1994年）
- 否認（1994年、NHK）
- 再会（1994年、毎日放送）-　白川 役
- 揺れる想い（1995年、TBS） - 横澤淳一 役
- この指とまれ!!（1995年、NHK） - 沖田俊 役
- 竜馬におまかせ!（1996年、日本テレビ） - 千葉重太郎 役
- 約束の街・札幌（1996年、北海道テレビ放送） - 主演・樫村幹也 役
- 大合併 巨大銀行誕生を支えた男たち（1996年、テレビ東京）
- デッサン（1997年、日本テレビ） - 桜井圭一 役
- 魔女の条件（1999年、TBS） - 北井大 役
- 七人のサムライ J家の反乱（1999年、朝日放送）
- 素敵にライバル（1999年、NHK）
- ピーチな関係（1999年、読売テレビ）
- 青い鳥症候群（1999年、テレビ朝日）
- SPEED STAR（2001年、日本テレビ）
- 君ならできる 小出監督・高橋尚子物語（2001年、テレビ朝日）
- マイリトルシェフ（2002年、TBS） - 青木周平 役
- 生存（2002年、NHK） - 中村 役
- スーパーテレビ情報最前線特別版 よど号ハイジャック事件122時間の真実 (2002年9月23日、日本テレビ) - 副操縦士・江崎悌一 役
- 女と男と物語 PART II（2003年、朝日放送）
- 逃亡者 RUNAWAY（2004年、TBS） - 郡司直巳 役
- 連続テレビ小説 風のハルカ（2005年、NHK） - 青木健二 役
- 松本清張特別企画「強き蟻」（2006年、テレビ東京） - 佐伯義男 役
- うつへの復讐 〜絶望からの復活〜（2007年、日本テレビ） - 高嶋政宏 役
- 土曜ワイド劇場（テレビ朝日）
  - 湘南探偵物語（2008年）
  - 法医学教室の事件ファイル（2012年、テレビ朝日） - 河島規一 役
- ゴッドハンド輝（2009年、TBS） - 北見柊一 役
- 東京DOGS（2009年、フジテレビ）
- TOKYOコントロール（2011年、フジテレビNEXT） - 氷室 役
- バーテンダー（2011年、テレビ朝日） - 早瀬宏 役
- ステップファザー・ステップ（2012年、TBS） - 佐久間隆 役
- カウンターのふたり（2012年、TwellV） - 沖野修也 役
- TOKYOエアポート〜東京空港管制保安部〜（2012年、フジテレビ） - 氷室一生 役
- ドクターX〜外科医・大門未知子〜 2（2013年、テレビ朝日） - 日下部光彦 役
- テレビ愛知開局30周年記念・スケート靴の約束〜名古屋女子フィギュア物語〜（2013年、テレビ愛知制作・テレビ東京） - 水元耕一 役
- 明日、ママがいない（2014年、日本テレビ） - ピア美の父 役
- 大河ドラマ 軍師官兵衛（2014年、NHK） - 山中鹿介 役
- 461個のありがとう。 〜愛情弁当が育んだ父と子の絆〜（2015年、NHK BSプレミアム） - 主演・渡辺俊美 役
- 水曜ミステリー9・さすらい署長 風間昭平（2015年、テレビ東京） - 坂本和彦 役
- 日曜プライム 鉄道捜査官18（2018年5月13日、テレビ朝日） - 滝本裕介 役
- 日曜劇場｢集団左遷!!｣（2019年、TBS）- 隅田勝 役
- 時効警察はじめました（2019年） ‐ 城崎公彦 役
- oddboys（2024年） - 蛍池ジョージ 役
- シミュレーション 〜昭和16年夏の敗戦〜（2025年8月16日・17日、NHK総合） - 井川忠雄 役[14]

### 映画
- クライシス2050（1990年） - ケン・ミナミ 役
- 波の数だけ抱きしめて（1991年、東宝） - 吉岡卓也 役※日本アカデミー賞新人俳優賞
- 新・同棲時代（1991年、ヘラルド・エース） - 喜多山ケン 役
- 豪姫（1992年、松竹） - 前田利常 役
- ゴジラvsモスラ（1992年、東宝） - 主演・藤戸拓也 役[1][5][2]
- RAMPO 奥山監督版（1994年、松竹） - スチールカメラマン 役
- 時の輝き（1995年、松竹） - 大島医師 役
- WINDS OF GOD（1995年、松竹） - 太田飛行隊長 役
- 日本一短い「母」への手紙（1995年、東映） - 坂口裕二 役
- RAMPO インターナショナル・ヴァージョン（1995年、松竹） - スチールカメラマン 役
- 大統領のクリスマスツリー（1996年、松竹） - 主演・山下ハルキ 役
- パラサイト・イヴ（1997年） - 吉住貴嗣 役
- 天国の殺人者 KILLER OF PARAISO（1999年） - 広瀬 役
- メッセンジャー（1999年、東宝） - 岡野博 役
- ekiden 駅伝(2000年、東映） - 和田行 役
- 13階段（2003年、東宝） - 中森検事 役
- ULTRAMAN（2004年、松竹） - 主演・真木舜一 役
- MAKOTO（2005年、松竹） - 橋本京平 役
- ツナグ（2012年） - 渋谷亮介 役
- 相棒シリーズ X DAY（2013年、東映） - 戸張弘成 役
- TATSUMI マンガに革命を起こした男（2014年） - 主演
- 向日葵の丘・1983年夏（2015年） - 将太 役
- 手をつないでかえろうよ〜シャングリラの向こうで〜（2016年公開） - 物部速人 役
- マザーレイク（2016年） - 藤居潤 役
- 家族のレシピ（2019年） - 明男 役
- Pure Japanese（2022年）[15]  - 黒崎 役

### 舞台
- ファンタスティックス（1987年） - シアター・モリエール 役
- ガラスの仮面（1988年） - 桜小路優 役
- 恋人たちの予感（2002年） - ハリー 役
- レ・ミゼラブル（2003年・2005年・2006年・2007年・2011年） - 主演・ジャン・バルジャン 役
- ユーリンタウン（2004年） - ボビー・ストロング 役
- ミス・サイゴン（2004年・2008年） - 主演・エンジニア 役
- 34丁目の奇跡〜Here's Love〜（2004年・2005年） - フレッド 役
- ナイン THE MUSICAL（2005年） - 主演・グイード 役
- ウーマン・イン・ホワイト（2007年） - ウォルター・ハートライト 役
- オペラ・ド・マランドロ（2009年） - 主演・マックス 役
- コースト・オブ・ユートピア（2009年） - イワン・ツルゲーネフ 役
- ワンダフルタウン（2010年） - ベイカー 役
- 朗読劇　私の頭の中の消しゴム（2010年）
- ユーリンタウン（2011年） - 主演・ロックストック 役
- 朗読活劇 レチタ・カルダ「義経」（2012年）
- ラストダンス -The Musical 越路吹雪- （2012年） - 真木小太郎 役
- ホテル マジェスティック（2013年） - 大河内竜司 役
- 激動-GEKIDO-（2013年） - 川島浪速 役
- On The Stage クランク☆イン（2013年） - 主演・若村オリオ 役
- カルメン（2014年） - 市長 役
- 朗読活劇 レチタ・カルダ「義経」（2014年）
- SAMURAI 7（2015） - 主演・カンベエ 役
- シャーロック ホームズ2 〜ブラッディ・ゲーム〜（2015年） - クライブ・オーウェン 役
- 南太平洋（2015年） - エミール・ド・ベック 役
- 朗読劇 ラヴ・レターズ（2016年） - 主演・アンディ 役[16]
- デスノート THE MUSICAL（2017年） - 夜神総一郎 役[17]
- 太陽のかわりに音楽を。（2017年） - 主演・糸井志郎 役
- マイ・フェア・レディ（2018年） - ヒギンズ教授 役
- ELF-TheMusical(2020年)　- ウォルター·ホブス役
- ミュージカルマイ・フェア・レディ（2021年） - ヒギンズ教授 役
- スワンキング（2022年） - リヒャルト・ワーグナー 役[18][19]
- チェーザレ 破壊の創造者 (2023年)　- ロドリーゴ・ボルジア 役
- 音楽劇「ある馬の物語」（2023年） - 公爵 役
- 舞台「マーク・トウェインと不思議な少年」 (2023年)　- サム・クレメンズ 役
- ミュージカル「ジョジョの奇妙な冒険 ファントムブラッド」（2024年） - ジョースター卿 役[20]
- 朗読劇 「THE MOST DISTANT DAY FROM YOU」（2024年）[21]
- ミュージカル「9 to 5」 (2024年) - フランクリン・ハート Jr 役[22]
- ミュージカル「チキチキバンバン」（2025年） - グランパ・ポッツ 役[23]
- SHOW×MUSICAL「ドリームハイ」（2025年） - カン・オヒョク 役[24]
- あたらしい国際交流プログラム リーディング公演「紅い落葉」（2025年公演予定） - エリック・ムーア 役[25]

### テレビアニメ
- バトルスピリッツ 龍虎の拳（1993年、フジテレビ） - 主演・リョウ・サカザキ 役

### 劇場アニメ
- おまえ うまそうだな（2010年、東京テアトル） - バクー 役
- TATSUMI（2011年） - ナレーション 他

### 吹き替え
- ストールンプリンセス:キーウの王女とルスラン（2023年） - 国王 役[26]

### ラジオ
- KDDミュージック・オペレーター（TOKYO FM／日曜9:00-9:55、1990年4月 - 1993年3月）
- J-WAVE TOKYO MORNING RADIO（J-WAVE／月 - 木曜6:00-9:00、2009年4月 - ）
- J-WAVE GOOD MORNING TOKYO（J-WAVE／月 - 金曜7:00-9:00、2006年10月 - 2009年3月）
- The Dream Magic（FM OSAKA／土曜12:00-12:55、2005年5月 - 2015年10月）
- LIFETIME HOTEL（FM OSAKA／土曜12:00-12:55、2015年10月 - 2017年6月）
- TOKYO CONCIERGE（J-WAVE／2003年10月 - 2008年9月） - チーフコンシェルジュ（パーソナリティ）
- 〜JK RADIO〜TOKYO UNITED（J-WAVE／2020年5月29日 金曜6:00-11:30）　※声帯炎治療のため休養したジョン・カビラの代役
- J-WAVE HOLIDAY SPECIAL PRICELESS MOMENTS（J-WAVE／2021年7月22日）
- Life is cinéma（2021年10月2日 - 2022年12月30日・FM OSAKA/TOKYO FM/JFN2局）- 特別顧問 ・ DJ

### 報道・情報番組
- 素敵な土曜日 平成小町（NHK BS2）
- ピアット（中京テレビ）
- 教えて・からだのミカタ（BS-TBS）
- 横浜開港150周年アニバーサリー・スペシャル（tvk）
- J:COM TV NAVI（ケーブルテレビ、J:COM コミュニティチャンネル）
- NIKKEI×BS LIVE 7PM（BSジャパン、2012年4月6日 - 2013年3月、毎週金曜日）※松本あゆ美とペアでMCを担当。
- ウェークアップ!ぷらす コメンテーター（2015年6月6日 - 、讀賣テレビ放送)
- BS11 報道ライブ MOVEUP22→報道ライブ INsideOUT 月〜木パーソナリティ (2016年4月4日 - 2017年3月)
- 情報プレゼンター とくダネ! - 金曜（フジテレビ） (2016年6月3日 - )
- Nスタ（TBS） (2016年12月12日 -)
- Live News it! （フジテレビ） コメンテーター（2019年9月30日 - )
- エルピスの煌めき　(テレビ東京)　ナレーター　(2022年1月4日 - 6月28日)
- DayDay.（日本テレビ）コメンテーター（2023年4月14日隔週金曜日 - 2024年3月15日）

### ドキュメンタリー
- 銀河宇宙オデッセイ（NHK総合、1990年）パイロット　ジョー・オノダ役
- BSスペシャル「アジア楽園の住紀行 マレーシア 風の家」(NHKBS、2001年)
- 新説 歴史法廷「本能寺の変に異議あり!」（BS日テレ、2011年12月）
- tvk開局40周年記念 40時間特別番組「あすの地球と子どもたち〜PRAY FOR HAPPINESS」 （テレビ神奈川(tvk)、2012年9月8日 - 9日）第3部　メインパーソナリティー
- SSFF & ASIA 2012 モエ スター アワード〜モエの伝統と哲学　未来のスターに贈られた成功への鍵〜（BSフジ、2012年10月28日）ナビゲーター
- 文豪の味手帳〜池波正太郎が愛した食の世界〜（2013年2月17日、BS朝日）
- ナポレオン紀行 世界遺産を訪ねて〜パリ・シャンパーニュの旅〜（2019年11月24日、BS朝日） - ナレーター
- クラフトビールに出会う旅。(2023年9月10日、BSフジ)  - 旅人
- 日本100名城ウォーキングルメ～歴史＋ウォーキング＋グルメをまとめて楽しむ旅番組～（2024年2月24日、BSフジ） - 城主

### バラエティ
- 倶楽部T（日本テレビ）
- ぐるぐるナインティナイン（日本テレビ）※「ゴチになります!」に5回出演。このうち、2回が最下位となっている。
- ザ☆スター（NHK-BS2、NHK-BShi、2010年6月12日 - ）※司会
- にじいろジーン（関西テレビ）
- ミュージック・ポートレイト（NHK Eテレ、2012年5月）※ナレーション

### その他
- CROW'S BLOOD（2016年7月23日[注釈 1] - 8月27日、Hulu） - 瀬戸明人 役[27][28]
- 旅するドイツ語「別所哲也が行く 極上のウィーン音楽旅」（2016年10月3日 - 、全24回、NHK Eテレ）
- 東急ジルベスターコンサート -司会 （2017年度、2020年度、テレビ東京）
- ミス・インターナショナル世界大会 - 司会（2014年 -）
- Brand New Musical Concert 2024 〜Merry Christmas!〜（2024年12月24日、東京オペラシティ コンサートホール）[29]

### CM
- 花王「バスマジックリン」（1994年）
- サッポロビール「味わい工房」（1995年）
- 丸大食品（1996年 - 2005年、主に「ハムの人」として）
- アサヒビール「本生ゴールド」（2005年）
- 武田薬品工業「ベンザブロック」（2011年）
- 野村證券 「with NISA るいとう」篇（2014年）
- 日本製粉 「ニップンのアマニ」（2019年）
- SBI証券 （2021年 - ）
- 市川園　(2022年)

## 書籍
- 2004年4月 『「PIATTO」別所哲也のまいにちかんたん88レシピ』ぴあ
- 2005年3月 『「PIATTO」別所哲也のまいにちかんたん100レシピ2』ぴあ
- 2009年6月 『夢をカタチにする仕事力』光文社新書